# Bâtiment de l'Administration du district à Požarevac
Le bâtiment de l'administration du district à Požarevac (en serbe cyrillique : Зграда Начелства окружја Пожаревачког ; en serbe latin : Zgrada Načelstva okružja Požarevačkog) se trouve à Požarevac, dans le district de Braničevo, en Serbie. Il est inscrit sur la liste des monuments culturels de grande importance de la république de Serbie (identifiant no SK 546).

## Présentation

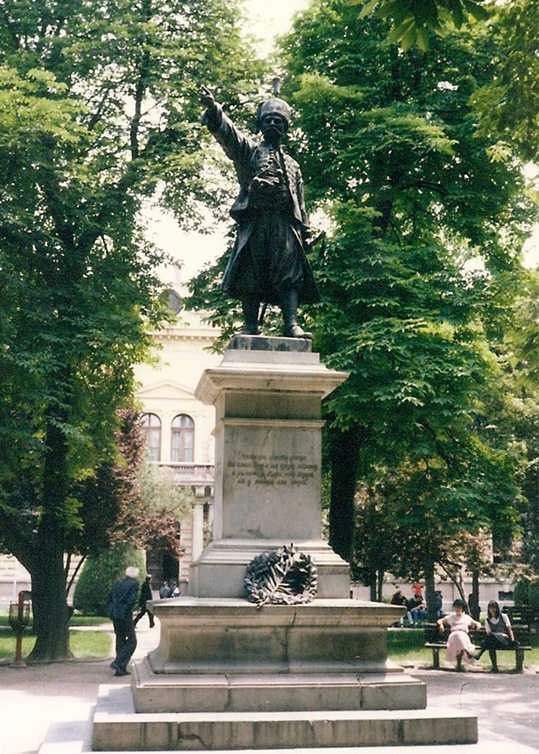
Le monument à Miloš Obrenović dans le parc qui entoure le bâtiment.

Le bâtiment a été construit en 1888-1889 dans le style de l'académisme viennois avec des éléments empruntés à la Renaissance italienne ; il a été édifié à l'emplacement de l'ancien ensemble résidentiel du prince Miloš Obrenović pour permettre la construction d'un unique bâtiment regroupant tous les services administratifs du district. Les plans sont dus à l'architecte autrichien Friedrich Gisel et ont été approuvés, avec des modifications, par les architectes du ministère de la Construction Jovan Ilkić et Dušan Živanović,.
Le bâtiment est caractéristique des constructions publiques monumentales de la Serbie du XIXe siècle. Il est constitué d'un sous-sol, d'un rez-de-chaussée et d'un étage ; dans la partie centrale, un grenier mansardé a été ajouté après 1955. Il se caractérise par la symétrie et la décoration plastique de ses façades ; à l'intérieur, il est doté d'une organisation fonctionnelle relevée par des compositions peintes. Ces peintures sont considérées comme possédant une valeur artistique particulière, notamment une représentation du Soulèvement de Takovo qui orne le plafond du grand salon ; sur les voûtes de l'escalier est peint le blason de la dynastie royale des Obrenović, avec une devise « Tempus est meum jus » (« Le temps est mon droit ») ; d'autres peintures figurent aussi dans les appartements privés de la dynastie. Certains éléments de décoration ont fait l'objet d'une attention particulière, comme les balustrades d'escalier, les lustres ou les éléments en fer forgé.
Autour du bâtiment s'étend un parc à la française, construit à l'emplacement d'un ancien marché aux bestiaux ; sa construction, qui a duré jusqu'en 1894, est attribuée à l'ingénieur Feliks Daleković. Dans la partie centrale se dresse une statue représentant le prince Miloš Obrenović, réalisée par le sculpteur Đorđe Jovanović en 1898 ; au nord du parc se trouve un buste de Vaso Pelagić, créée par Stevan Bodnarov en 1955 ; dans la partie sud se trouvent des bustes représentant des Héros nationaux : Božidar Dimitrijević Kozica (par Božidar Obradović), Boško Vrebalov (par Nikola Janković) et Čedomir Čeda Vasović (par Stevan Bodnarov).
Des travaux de restauration ont été réalisés sur les décors peints en 1977 et sur le bâtiment de 1997 à 2005.
Le bâtiment abrite aujourd'hui l'hôtel de ville de Požarevac.